# قادر كيليش
قادر كيليش (بالتركية: Kadir Keleş)‏ هو لاعب كرة قدم تركي في مركز الوسط، ولد في 1988 في طرابزون في تركيا. شارك مع منتخب تركيا تحت 17 سنة لكرة القدم ومنتخب تركيا تحت 19 سنة لكرة القدم ومنتخب تركيا تحت 20 سنة لكرة القدم. أما مع النوادي، فقد لعب مع 1461 طرابزون وأضنة دمير سبور وطرابزون سبور وغازي عنتاب بي.بي.كي ونادي بلدية آكهيسار سبور.

## وصلات خارجية
- قادر كيليش على موقع الاتحاد الأوربي (الإنجليزية)
- قادر كيليش على موقع اتحاد تركيا (لاعب) (الإنجليزية)
- قادر كيليش على موقع قاعدة بيانات كرة القدم.إي يو (الإنجليزية)
- قادر كيليش على موقع Soccerway.com (الإنجليزية)
- قادر كيليش على موقع عالم كرة القدم.نت (الإنجليزية)
- قادر كيليش على موقع AS.com (الإسبانية)